# Kayode Kasum
Kayode Kasum es un director y productor de cine nacido el 2 de febrero de 1992 en la ciudad de Lagos, Nigeria.

## Carrera profesional
Comenzó su carrera en la realización de películas como diseñador de gráficos en movimiento en Wale Adenuga Productions. También trabajó como productor en una empresa de publicidad. Su primer largometraje, Dognapped y la primera película de animación de acción en vivo de Nigeria se estrenó en 2017. Sin embargo, ganó popularidad por su película titulada Oga Bolaji, estrenada en 2018. También ha realizado otras producciones de Nollywood, incluidas Sugar Rush y Fate of Alakada de Toyin Abraham.
Se le atribuye la dirección de la primera película animada de acción en vivo de Nigeria y una de las películas más taquilleras de Nigeria.
Fue nominado en los premios de cine The Future Awards Africa 2019 y fue incluido como uno de los mejores directores de cine de Nollywood de 2020.

## Filmografía
- Dognapped
- This Lady Called Life[6]
- Oga Bolaji
- Kambili: The Whole 30 Yards[7]
- Quams Money[8]
- Sugar Rush
- Fate of Alakada
- The Therapist
- Ponzi
- Love is Yellow
- Sweet face
- Killing Jade
- Phases
- Unbroken
- Dwindle

## Premios y nominaciones
| Año  | Premiación               | Categoría        | Película              | Resultado | Ref.   |
| ---- | ------------------------ | ---------------- | --------------------- | --------- | ------ |
| 2018 | Best of Nollywood Awards | Director del año | Oga Bolaji            | Nominado  | [ 9 ]  |
| 2019 | The Future Awards Africa | Creación de Cine | ...                   | Nominado  | [ 1 ]  |
| 2020 | Best of Nollywood Awards | Director del año | This Lady Called Life | Nominado  | [ 10 ] |
| 2020 | Best of Nollywood Awards | Director del año | Sugar Rush            | Nominado  | [ 10 ] |